# Pierre Joseph Meifrund
Pierre Joseph Meifrund, né le 23 février 1723, à Toulon, et mort dans la même ville le 17 mai 1814, est un négociant, diplomate et homme politique français, qui prit part au soulèvement de Toulon durant la Révolution.

## Biographie
Pierre Joseph Meifrund (ou Meiffrun selon son acte de baptême) naît le 23 février 1723 à Toulon et est baptisé le lendemain à Sainte-Marie. Il est le fils de Jean-Baptiste Meifrund, marchand-drapier à Toulon, et de son épouse, Thérèse Giraud. 
Pierre Joseph Meifrund débute comme commis dans la maison de négoce « Dengallière » de Marseille et en devient le régisseur à Alger en 1757. Entretenant des relations d'affaires avec le dey et les notables locaux, il acquiert au moins neuf navires capturés par des corsaires barbaresques entre 1760 et 1774. Il devient également sur place l'agent de la Compagnie royale d'Afrique et chancelier du consulat en 1768, avec dérogation pour poursuivre ses affaires. Il exercera aussi celles de consul suppléant.
Rentré à Toulon, propriétaire et bourgeois, il devient conseiller du Conseil de la communauté en 1784, puis second consul de la ville de Toulon en 1788.
Le 6 avril 1789, Pierre Joseph Meifrund est élu député du tiers aux États généraux par la sénéchaussée de Toulon, au premier scrutin et au premier tour. À l'assemblée, il se fait peu remarquer.
Rentré dans ses foyers après la session, il devient maire de Toulon, prend part en cette qualité à la mise en place de la municipalité sectionnaire et à la rébellion de la ville contre le Convention nationale en juillet 1793. Il remplissait encore cette magistrature municipale « lorsque la municipalité et les administrateurs livrèrent, en 1793, cette ville aux Anglais ».
Le 18 décembre 1793, à la suite de la reprise de Toulon par les troupes républicaines, il émigre et rejoint Carthagène, puis Alger sur invitation du dey. Il voit tous ses biens confisqués en tant qu'émigré, malgré l'intervention des autorités d'Alger. Il retourne à Carthagène après que son beau-frère, César-Philippe Vallière, ait été destitué de ses fonctions de consul général à Alger.
Il rentre en France en 1802 et obtient de se faire rayer de la liste des émigrés. Il meurt à Toulon le 17 mai 1814.